# Dead Magic
| Recensione   | Giudizio |
| ------------ | -------- |
| AllMusic     |          |
| Metacritic   | 81/100   |
| Mojo         |          |
| The Guardian |          |

Dead Magic è il quarto album in studio della cantautrice svedese Anna von Hausswolff, uscito nel 2018 
sotto l'etichetta discografica City Slang.

## Tracce
1. The Truth, the Glow, the Fall – 12:07
2. The Mysterious Vanishing of Electra – 6:08
3. Ugly and Vengeful – 16:17
4. The Marble Eye – 5:18
5. Källans återuppståndelse – 7:26

## Formazione

### Musicisti
- Anna von Hausswolff - voce, mellotron, organo a canne
- Filip Leyman - sintetizzatori
- Karl Vento - chitarra
- David Sabel - basso
- Ulrik Ording - batteria
- Gyða Valtýsdóttir - archi
- Shahzad Ismaily - percussioni
- Joel Fabiansson - chitarra
- Randall Dunn - mellotron, sinterizzatori

### Personale tecnico
- Randall Dunn - produzione, missaggio, registrazione
- Jason Ward - masterizzazione
- Lars Top-Galia - registrazione

## Classifiche
| Classifica (2018) | Posizione massima |
| ----------------- | ----------------- |
| Austria           | 53                |
| Belgio (Fiandre)  | 106               |
| Germania          | 53                |
| Svezia            | 7                 |
| Svizzera          | 53                |